# Здравка Кемилева
Здравка Савова Кемилева е българска лекарка, патофизиолог и политик от БКП.

## Биография
Родена е на 26 ноември 1919 г. в Добрич. Неин чичо е Никола Кемилев. От 1943 г. е член на РМС, а от 1945 г. и на БКП. Партизанка от бойна група на БКП. През 1944 г. завършва медицина в София. Работи като лекар в Бойчиновци и София. От 1951 до 1961 г. е асистент, от 1961 до 1966 г. е доцент, а от 1966 г. и професор. Между 1 април 1963 и 1 юли 1966 г. е ректор на Медицинския институт във Варна. През 1971 г. става професор към Научния медико-биологичен институт към МА София. От 1966 до 1977 г. е председател на Профсъюза на здравните работници. В периода 1962 – 1981 г. е кандидат-член на ЦК на БКП. Умира през 2002 г.